# Scottish League Cup 2017-2018
La Scottish League Cup 2017-18 è stata la 72ª edizione della seconda più prestigiosa competizione ad eliminazione diretta della Scozia, che per ragioni di sponsorizzazione viene chiamata Betfred Cup.
A vincere il trofeo, per la 17ª volta nella propria storia, seconda consecutiva, è stato il Celtic che, nella finale del 26 novembre, ha sconfitto per 2-0 il Motherwell.

## Formula
La formula della competizione prevede tre turni ad eliminazione diretta e la finale, successivi ad una prima fase, con 8 gironi all'italiana da 5 squadre. Ogni squadra affronta le altre una sola volta, per un totale di 4 incontri. Si qualificano per la fase successiva le 8 squadre prime classificate e 4 seconde classificate, cui si uniscono le 4 squadre qualificate per le competizioni UEFA. Gli incontri a eliminazione diretta si svolgono in partite di sola andata, in caso di parità si procede con i tempi supplementari ed eventualmente ai tiri di rigore.

### Attribuzione del punto supplementare
Per aumentare lo spettacolo nelle partite della fase a gironi, la SPFL ha deciso, in caso di parità al termine dei tempi regolamentari, che verranno battuti i tiri di rigore: a ciascuna squadra viene comunque attribuito un punto, ma alla squadra che vincerà ai tiri di rigore verrà assegnato un ulteriore punto.

## Calendario
| Turno            | Prima partita     |
| ---------------- | ----------------- |
| Fase a gironi    | 15 luglio 2017    |
| 2º turno         | 8 agosto 2017     |
| Quarti di finale | 19 settembre 2017 |
| Semifinali       | 21 ottobre 2017   |
| Finale           | 26 novembre 2017  |

## Fase a gironi
Il sorteggio della fase a gironi si è svolto il 2 giugno 2017.

### Girone A
| Squadra         | P.ti | G | V | P | S | RF | RS | DR  |
| --------------- | ---- | - | - | - | - | -- | -- | --- |
| Falkirk         | 12   | 4 | 4 | 0 | 0 | 13 | 1  | +12 |
| Inverness       | 10   | 4 | 3 | 0 | 1 | 5  | 3  | +2  |
| Stirling Albion | 7    | 4 | 2 | 0 | 2 | 6  | 5  | +1  |
| Brechin City    | 2    | 4 | 1 | 0 | 3 | 1  | 9  | -8  |
| Forfar Athletic | 1    | 4 | 0 | 0 | 4 | 3  | 10 | -7  |

|                 | Bre   | Fal   | For       | Inv       | Sti   |
| Brechin City    |       | 0 - 3 | 5 - 4 (r) |           |       |
| Falkirk         |       |       | 4 - 0     |           | 4 - 1 |
| Forfar Athletic |       |       |           | 1 - 2     | 1 - 3 |
| Inverness       | 3 - 0 | 0 - 2 |           |           |       |
| Stirling Albion | 2 - 0 |       |           | 0 - 2 (r) |       |

### Girone B
| Squadra     | P.ti | G | V | P | S | RF | RS | DR  |
| ----------- | ---- | - | - | - | - | -- | -- | --- |
| Dunfermline | 10   | 4 | 4 | 0 | 0 | 13 | 3  | +10 |
| Peterhead   | 9    | 4 | 3 | 0 | 1 | 7  | 6  | +1  |
| Hearts      | 7    | 4 | 2 | 0 | 2 | 7  | 4  | +3  |
| East Fife   | 4    | 4 | 1 | 0 | 3 | 3  | 6  | -3  |
| Elgin City  | 0    | 4 | 0 | 0 | 4 | 2  | 13 | -11 |

|             | Dun       | Eas   | Elg   | Hea   | Pet   |
| Dunfermline |           |       | 6 - 0 |       | 5 - 1 |
| East Fife   | 8 - 9 (r) |       | 3 - 2 |       |       |
| Elgin City  |           |       |       | 0 - 1 | 0 - 3 |
| Hearts      | 3 - 5 (r) | 3 - 0 |       |       |       |
| Peterhead   |           | 1 - 0 |       | 2 - 1 |       |

### Girone C
| Squadra        | P.ti | G | V | P | S | RF | RS | DR  |
| -------------- | ---- | - | - | - | - | -- | -- | --- |
| Dundee Utd     | 11   | 4 | 4 | 0 | 0 | 10 | 2  | +8  |
| Dundee         | 10   | 4 | 3 | 0 | 1 | 8  | 2  | +6  |
| Raith Rovers   | 6    | 4 | 2 | 0 | 2 | 9  | 5  | +4  |
| Cowdenbeath    | 3    | 4 | 1 | 0 | 3 | 5  | 11 | -6  |
| Buckie Thistle | 0    | 4 | 0 | 0 | 4 | 3  | 15 | -12 |

|                | Buc   | Cow   | Dun   | DUt       | Rai   |
| Buckie Thistle |       |       |       | 0 - 3     | 1 - 6 |
| Cowdenbeath    | 4 - 2 |       | 0 - 3 |           |       |
| Dundee         | 2 - 0 |       |       | 4 - 5 (r) |       |
| Dundee Utd     |       | 4 - 1 |       |           | 2 - 0 |
| Raith Rovers   |       | 2 - 0 | 1 - 2 |           |       |

### Girone D
| Squadra        | P.ti | G | V | P | S | RF | RS | DR  |
| -------------- | ---- | - | - | - | - | -- | -- | --- |
| Hibernian      | 10   | 4 | 3 | 0 | 1 | 13 | 1  | +12 |
| Ross County    | 10   | 4 | 4 | 0 | 0 | 8  | 0  | +8  |
| Arbroath       | 6    | 4 | 2 | 0 | 2 | 6  | 7  | -1  |
| Montrose       | 3    | 4 | 1 | 0 | 3 | 2  | 15 | -13 |
| Alloa Athletic | 1    | 4 | 0 | 0 | 4 | 2  | 8  | -6  |

|                | All   | Arb       | Hib       | Mon   | Ros       |
| Alloa Athletic |       | 6 - 7 (r) | 0 - 3     |       |           |
| Arbroath       |       |           |           | 4 - 0 | 4 - 5 (r) |
| Hibernian      |       | 6 - 1     |           | 4 - 0 |           |
| Montrose       | 2 - 1 |           |           |       | 0 - 6     |
| Ross County    | 2 - 0 |           | 4 - 3 (r) |       |           |

### Girone E
| Squadra        | P.ti | G | V | P | S | RF | RS | DR  |
| -------------- | ---- | - | - | - | - | -- | -- | --- |
| Ayr Utd        | 12   | 4 | 4 | 0 | 0 | 15 | 3  | +12 |
| Kilmarnock     | 9    | 4 | 3 | 0 | 1 | 9  | 3  | +6  |
| Clyde          | 6    | 4 | 2 | 0 | 2 | 7  | 11 | -4  |
| Annan Athletic | 2    | 4 | 1 | 0 | 3 | 2  | 10 | -8  |
| Dumbarton      | 1    | 4 | 0 | 0 | 4 | 2  | 8  | -6  |

|                | Ann       | Ayr   | Cly   | Dum   | Kil   |
| Annan Athletic |           | 1 - 6 |       |       | 0 - 2 |
| Ayr Utd        |           |       | 5 - 1 |       | 1 - 0 |
| Clyde          | 2 - 1     |       |       | 2 - 1 |       |
| Dumbarton      | 3 - 4 (r) | 1 - 3 |       |       |       |
| Kilmarnock     |           |       | 4 - 2 | 3 - 0 |       |

### Girone F
| Squadra         | P.ti | G | V | P | S | RF | RS | DR  |
| --------------- | ---- | - | - | - | - | -- | -- | --- |
| Motherwell      | 12   | 4 | 4 | 0 | 0 | 12 | 2  | +10 |
| Greenock Morton | 8    | 4 | 3 | 0 | 1 | 8  | 6  | +2  |
| Queen's Park    | 7    | 4 | 2 | 0 | 2 | 9  | 9  | 0   |
| Edinburgh       | 2    | 4 | 1 | 0 | 3 | 3  | 12 | -9  |
| Berwick Rangers | 1    | 4 | 0 | 0 | 4 | 4  | 7  | -3  |

|                 | Ber       | Edi   | Gre   | Mot   | Que       |
| Berwick Rangers |           |       | 0 - 1 |       | 2 - 3     |
| Edinburgh City  | 6 - 4 (r) |       |       | 1 - 2 |           |
| Greenock Morton |           | 5 - 0 |       |       | 6 - 4 (r) |
| Motherwell      | 1 - 0     |       | 4 - 0 |       |           |
| Queen's Park    |           | 3 - 0 |       | 1 - 5 |           |

### Girone G
| Squadra             | P.ti | G | V | P | S | RF | RS | DR |
| ------------------- | ---- | - | - | - | - | -- | -- | -- |
| Hamilton Academical | 9    | 4 | 3 | 0 | 1 | 11 | 6  | +5 |
| Albion Rovers       | 7    | 4 | 2 | 0 | 2 | 12 | 9  | +3 |
| Queen of the South  | 7    | 4 | 2 | 0 | 2 | 6  | 4  | +2 |
| East Kilbride       | 5    | 4 | 2 | 0 | 2 | 5  | 9  | -4 |
| Stenhousemuir       | 2    | 4 | 1 | 0 | 3 | 3  | 9  | -6 |

|                   | Alb       | Eas       | Ham       | Que       | Ste       |
| Albion Rovers     |           |           | 8 - 6 (r) |           | 3 - 4 (r) |
| East Kilbride     | 2 - 5     |           | 1 - 3     |           |           |
| Hamilton Acad.    |           |           |           | 7 - 6 (r) | 3 - 0     |
| Queen of theSouth | 6 - 5 (r) | 1 - 4 (r) |           |           |           |
| Stenhousemuir     |           | 1 - 2     |           | 1 - 3     |           |

### Girone H
| Squadra         | P.ti | G | V | P | S | RF | RS | DR |
| --------------- | ---- | - | - | - | - | -- | -- | -- |
| Livingston      | 11   | 4 | 4 | 0 | 0 | 8  | 3  | +5 |
| Partick Thistle | 10   | 4 | 3 | 0 | 1 | 9  | 2  | +7 |
| St. Mirren      | 6    | 4 | 2 | 0 | 2 | 9  | 7  | +2 |
| Airdrieonians   | 3    | 4 | 1 | 0 | 3 | 4  | 10 | -6 |
| Stranraer       | 0    | 4 | 0 | 0 | 4 | 4  | 12 | -8 |

|                 | Air   | Liv   | Par       | St.M  | Str   |
| Airdrieonians   |       |       | 1 - 2     |       | 3 - 1 |
| Livingston      | 2 - 0 |       | 4 - 2 (r) |       |       |
| Partick Thistle |       |       |           | 5 - 0 | 1 - 0 |
| St. Mirren      | 5 - 0 | 0 - 1 |           |       |       |
| Stranraer       |       | 2 - 4 |           | 1 - 4 |       |

### Migliori seconde classificate
Le migliori 4 squadre seconde classificate accedono al secondo turno della competizione.
| Pos. | Squadra         | Pt | G | V | N | P | GF | GS | DR |
| ---- | --------------- | -- | - | - | - | - | -- | -- | -- |
| 1.   | Ross County     | 10 | 4 | 4 | 0 | 0 | 8  | 0  | +8 |
| 2.   | Partick Thistle | 10 | 4 | 3 | 0 | 1 | 9  | 2  | +7 |
| 3.   | Dundee          | 10 | 4 | 3 | 0 | 1 | 8  | 2  | +6 |
| 4.   | Kilmarnock      | 9  | 4 | 3 | 0 | 1 | 9  | 3  | +6 |
| 5.   | Peterhead       | 9  | 4 | 3 | 0 | 1 | 7  | 6  | +1 |
| 6.   | Greenock Morton | 8  | 4 | 3 | 0 | 1 | 8  | 6  | +2 |
| 7.   | Inverness       | 8  | 4 | 3 | 0 | 1 | 5  | 3  | +2 |
| 8.   | Albion Rovers   | 7  | 4 | 2 | 0 | 2 | 12 | 9  | +3 |

## Secondo Turno
Prendono parte a questo turno le prime classificate dei gironi e le quattro migliori seconde. Le quattro squadre qualificate alle competizioni UEFA entrano nella competizione in questo turno. Il sorteggio è avvenuto il 30 luglio 2017 a Dens Park, subito dopo l'incontro tra Dundee United e Dunfermline.
In grassetto le squadre che entrano in questo turno.
| Teste di serie | Non teste di serie  |
| -------------- | ------------------- |
| Aberdeen       | Dundee              |
| Ayr Utd        | Dunfermline         |
| Celtic         | Hamilton Academical |
| Dundee Utd     | Hibernian           |
| Falkirk        | Kilmarnock          |
| Motherwell     | Livingston          |
| Rangers        | Partick Thistle     |
| St. Johnstone  | Ross County         |

### Risultati
| Squadra 1           | Risultato   | Squadra 2       |
| ------------------- | ----------- | --------------- |
| 8 agosto 2017       |             |                 |
| Celtic              | 5 – 0       | Kilmarnock      |
| Falkirk             | 1 – 2 (dts) | Livingston      |
| Hibernian           | 5 – 0       | Ayr Utd         |
| St. Johnstone       | 0 – 3       | Partick Thistle |
| 9 agosto 2017       |             |                 |
| Dundee              | 2 – 1       | Dundee Utd      |
| Hamilton Academical | 0 – 1       | Aberdeen        |
| Rangers             | 6 – 0       | Dunfermline     |
| Ross County         | 2 – 3 (dts) | Motherwell      |

## Quarti di finale
Il sorteggio dei quarti di finale si è svolto il 9 agosto 2017 a Dens Park, subito dopo la fine dell'incontro tra Dundee e Dundee Utd. A partire da questo turno non ci sono più le teste di serie.
| Squadra 1         | Risultato   | Squadra 2  |
| ----------------- | ----------- | ---------- |
| 19 settembre 2017 |             |            |
| Hibernian         | 3 – 2       | Livingston |
| Partick Thistle   | 1 – 3 (dts) | Rangers    |
| 20 settembre 2017 |             |            |
| Dundee            | 0 – 4       | Celtic     |
| 21 settembre 2017 |             |            |
| Motherwell        | 3 – 0       | Aberdeen   |

## Semifinali
| Squadra 1       | Risultato | Squadra 2  |
| --------------- | --------- | ---------- |
| 21 ottobre 2017 |           |            |
| Hibernian       | 2 – 4     | Celtic     |
| 22 ottobre 2017 |           |            |
| Rangers         | 0 – 2     | Motherwell |

## Finale
| Arbitro: | Craig Thomson |

|  |           |                                |
|  | Marcatori | 50’ Forrest 60’ (rig.) Dembélé |